# Lyngby Boldklub sæson 2024-25
Lyngby Boldklub sæson 2024-25 er Lyngby Boldklubs 29. sæson i den bedste danske fodboldrække 3F Superligaen, og den 102. som fodboldklub. Udover Superligaen deltager klubben i DBU Pokalen.
Morten Karlsen tiltrådte som træner den 25. juni 2024.
Andreas Bjelland stoppede sin karriere som fodboldspiller ved nytår 2024-25 men valgte at fortsætte i Lyngby Boldklub som assistenttræner.

## Klub

### Førsteholdets trænerstab
| Jobbeskrivelse    | Navn                  |
| ----------------- | --------------------- |
| Cheftræner        | Morten Karlsen        |
| Assistenttræner   | Mikkel Beckmann       |
| Assistenttræner   | Mads Kristensen       |
| Fysisk træner     | Thomas Kjærbye        |
| Fysisk træner     | Benjamin Mortensen    |
| Analysetræner     | Daniel de Castro      |
| Målmandstræner    | Thomas Villadsen      |
| Transitionstræner | Bo Storm              |
| Hold leder        | Henrik 'Lux' Sørensen |
| Læse              | Adam Witten           |
| Fysioterapeut     | Jeppe Høvsgaard       |
| Fysioterapeut     | Pablo de la Fuente    |
| Fysioterapeut     | Jonas Osmundsen       |

Sidst opdateret: 22. januar 2024.
Kilde: https://lyngby-boldklub.dk/foersteholdstruppen/

### Klubadministration
| Jobbeskrivelse | Navn                         |
| -------------- | ---------------------------- |
| Adm. Direktør  | Andreas Byder                |
| Adm. Direktør  | Nicas Kjeldsen               |
| Sportschef     | Andreas Byder Nicas Kjeldsen |

Sidst opdateret: 21. december 2020.
Kilde: "Kontakt". lyngby-boldklub.dk. Hentet 21. december 2020.

### Sponsor
- Hovedsponsor: Spreadex Sports[13]

## Spillere

### Førstehold
Oversigten er opdateret til og med 9. august 2024
| Nr. | Land     | Position | Spiller                |
| --- | -------- | -------- | ---------------------- |
| 1   | Danmark  | MM       | David Jensen           |
| 3   | Danmark  | FO       | Brian Hamalainen       |
| 4   | Frankrig | FO       | Baptiste Rolland       |
| 5   | Belgien  | FO       | Lucas Lissens          |
| 6   | Danmark  | AN       | Andreas Bjelland       |
| 7   | Danmark  | FO       | Willy Kumado           |
| 8   | Danmark  | MI       | Mathias Hebo Rasmussen |
| 9   | Ghana    | AN       | Malik Abubakari        |
| 10  | Danmark  | MI       | Rezan Corlu            |
| 12  | Danmark  | FO       | Magnus Jensen          |
| 13  | Danmark  | MI       | Casper 'Dani' Winther  |
| 14  | Danmark  | MI       | Lauge Sandgrav         |
| 15  | Ghana    | AN       | Michael Opoku          |

| Nr. | Land    | Position | Spiller                   |
| --- | ------- | -------- | ------------------------- |
| 17  | USA     | AN       | Jonathan Amon             |
| 19  | Italien | MI       | Gustav Fraulo             |
| 20  | Island  | FO       | Kolbeinn Finnsson         |
| 21  | Island  | AN       | Sævar Atli Magnússon      |
| 22  | Danmark | MI       | Peter Langhoff            |
| 23  | Danmark | FO       | Pascal Gregor             |
| 24  | Danmark | FO       | Tobias Storm              |
| 26  | Danmark | MI       | Frederik Gytkjær          |
| 27  | Danmark | MI       | Adam Vendelbo             |
| 29  | Danmark | AN       | Nikolai Baden Frederiksen |
| 30  | Danmark | MI       | Marcel Rømer              |
| 32  | Danmark | MM       | Jannich Storch            |
| 33  | Ghana   | AN       | Enock Otoo                |

### Transfers

#### Ind
| No. | Pos | Spiller                   | Skiftet fra          | Type         | Dato              | Beløb | Kilde                                                   |
| --- | --- | ------------------------- | -------------------- | ------------ | ----------------- | ----- | ------------------------------------------------------- |
|     | MI  | Peter Langhoff            | Lyngby Boldklub U19  |              | 15. juni 2024     |       | [ 15 ] [ 16 ]                                           |
|     | TR  | Morten Karlsen            | Orange County SC     |              | 25. juni 2024     |       | [ 17 ] [ 18 ] [ 19 ] [ 20 ] [ 21 ] [ 22 ]               |
|     | MI  | Mathias Hebo Rasmussen    | Cracovia             |              | 4. juli 2024      |       | [ 23 ] [ 24 ] [ 25 ] [ 26 ] [ 27 ] [ 28 ] [ 29 ] [ 30 ] |
| 9   | AN  | Malik Abubakari           | Malmö FF             |              | 7. august 2024    |       | [ 31 ] [ 32 ] [ 33 ] [ 34 ]                             |
|     | AN  | Magnus Warming            | SK Brann             | Transfer     | 20. august 2024   |       | [ 35 ] [ 36 ] [ 37 ]                                    |
|     | AN  | Jonas Krumrey             | FC Red Bull Salzburg | Leje         | 21. august 2024   |       | [ 38 ] [ 39 ] [ 40 ] [ 41 ] [ 42 ]                      |
|     | FO  | Leon Klassen              | Spartak Moskva       | Fri Transfer | 29. august 2024   |       | [ 43 ] [ 44 ] [ 45 ] [ 46 ]                             |
|     | MÅ  | Anton Mayland             | Hillerød Fodbold     | Leje Retur   | 20. december 2024 |       | [ 47 ]                                                  |
|     | MI  | Gustav Fraulo             | FC Roskilde          | Leje Retur   | 21. december 2024 |       | [ 48 ]                                                  |
|     | AN  | Nikolai Baden Frederiksen | IFK Göteborg         | Leje Retur   | 11. november 2024 |       | [ 49 ]                                                  |
|     | FO  | Oskar Buur                | FC Volendam          | Fri Transfer | 23. januar 2025   |       | [ 50 ] [ 51 ] [ 52 ] [ 53 ] [ 54 ]                      |
|     | FO  | Adam Andersson            | Rosenborg            | Transfer     | 3. februar 2025   |       | [ 55 ]                                                  |
|     | FO  | Rasmus Thelander          | Silkeborg IF         | Transfer     | 3. februar 2025   |       | [ 56 ] [ 57 ] [ 58 ]                                    |
|     | AN  | Jesper Cornelius          | Hobro IK             | Transfer     | 3. februar 2025   |       | [ 59 ] [ 60 ] [ 61 ] [ 62 ]                             |

#### Ud
| No. | Pos | Spiller                   | Skiftet til      | Type         | Dato            | Beløb         | Kilde                                     |
| --- | --- | ------------------------- | ---------------- | ------------ | --------------- | ------------- | ----------------------------------------- |
|     | AN  | Andri Guðjohnsen          | KAA Gent         | Transfer     | 7. juni 2024    | 3.000.000 €   | [ 63 ] [ 64 ] [ 65 ] [ 66 ]               |
|     | MI  | Parfait Bizoza            | FK Haugesund     | Transfer     | 14. juni 2024   | 1.500.000 Kr. | [ 67 ] [ 68 ] [ 69 ]                      |
|     | MI  | Magnus Kaastrup           | Vendsyssel FF    | Transfer     | 18. juni 2024   |               | [ 70 ] [ 71 ]                             |
|     | FO  | Gustav Mortensen          | Vendsyssel FF    | Leje         | 20. juni 2024   |               | [ 72 ] [ 73 ] [ 74 ]                      |
|     | TR  | Azad Corlu                | FC Roskilde      |              | 23. juni 2024   |               | [ 75 ] [ 76 ]                             |
|     | HB  | Mikkel Juhl               | FC Roskilde      | Transfer     | 25. juni 2024   |               | [ 77 ] [ 78 ] [ 79 ] [ 80 ]               |
|     | AN  | Mathias Kristensen        | Næstved Boldklub | Transfer     | 5. august 2024  |               | [ 81 ]                                    |
|     | FO  | Kolbeinn Finnsson         | FC Utrecht       | Transfer     | 21. august 2024 |               | [ 82 ] [ 83 ] [ 84 ]                      |
|     | AN  | Nikolai Baden Frederiksen | IFK Göteborg     | Leje         | 23. august 2024 |               | [ 85 ] [ 86 ] [ 87 ]                      |
|     | FO  | Andreas Bjelland          |                  | Karrierestop | 7. januar 2025  |               | [ 88 ] [ 89 ] [ 90 ] [ 91 ] [ 92 ] [ 93 ] |
|     | AN  | Enock Otoo                | Levadia Tallinn  | Transfer     | 6. januar 2025  |               | [ 94 ]                                    |
|     | FO  | Pascal Gregor             | Halmstads BK     | Transfer     | 29. januar 2025 |               | [ 95 ] [ 96 ] [ 97 ]                      |

## Turneringer

### 3F Superligaen

#### Grundspil
| Pos | Hold            | K  | V | U | T  | M+ | M- | MF  | P  | Kvalifikation   |
| --- | --------------- | -- | - | - | -- | -- | -- | --- | -- | --------------- |
| 8   | Viborg FF       | 22 | 7 | 7 | 8  | 38 | 39 | −1  | 28 | Nedrykningsspil |
| 9   | AaB ⇧           | 22 | 5 | 6 | 11 | 23 | 41 | −18 | 21 | Nedrykningsspil |
| 10  | Lyngby Boldklub | 22 | 3 | 9 | 10 | 15 | 26 | −11 | 18 | Nedrykningsspil |
| 11  | Sønderjyske ⇧   | 22 | 4 | 5 | 13 | 26 | 51 | −25 | 17 | Nedrykningsspil |
| 12  | Vejle Boldklub  | 22 | 3 | 4 | 15 | 24 | 50 | −26 | 13 | Nedrykningsspil |

#### Nedrykningsspil
| Pos | Hold            | K  | V  | U  | T  | M+ | M- | MF  | P  | Kvalifikation              |
| --- | --------------- | -- | -- | -- | -- | -- | -- | --- | -- | -------------------------- |
| 2   | Viborg FF       | 32 | 12 | 11 | 9  | 56 | 41 | +15 | 47 |                            |
| 3   | Sønderjyske ⇧   | 32 | 10 | 7  | 15 | 47 | 64 | −17 | 37 |                            |
| 4   | Vejle Boldklub  | 32 | 7  | 7  | 18 | 37 | 64 | −27 | 28 |                            |
| 5   | Lyngby Boldklub | 32 | 5  | 12 | 15 | 26 | 43 | −17 | 27 | Nedrykning til 1. Division |
| 6   | AaB ⇧           | 32 | 5  | 9  | 18 | 34 | 67 | −33 | 24 | Nedrykning til 1. Division |

### Kampe
Lyngby BK's kampe i sæsonen 2024-25.

#### Grundspillet
Sejr       Uafgjort       Nederlag
| 22. juli 2024 1 | Lyngby Boldklub | 0-2 | F.C. København                   | Kongens Lyngby                                                  |
| 19:00           |                 |     | - 7' Oskarsson - 30' Elyounoussi | Stadion: Lyngby Stadion Tilskuere: 9.614 Dommer: Jakob Sundberg |

| 26. juli 2024 2 | Sønderjyske Fodbold | 1-1 | Lyngby Boldklub | Haderslev                                                     |
| 19:00           | - 13' Sommer        |     | - 20' Gytkjær   | Stadion: Sydbank Park Tilskuere: 5.045 Dommer: Simon Duerlund |

| 4. august 2024 3 | Lyngby Boldklub | 0-2 | Brøndby IF                       | Kongens Lyngby                                                |
| 18:00            |                 |     | - 6' Kvistgaarden - 17' Bischoff | Stadion: Lyngby Stadion Tilskuere: 7.839 Dommer: Sandi Putros |

| 11. august 2024 4 | FC Nordsjælland | 1 - 1 | Lyngby Boldklub | Farum                                                                 |
| 14:00             | - Egeli 15'     |       | - 34' Amon      | Stadion: Right to Dream Park Tilskuere: 4.334 Dommer: Lasse Graagaard |

| 16. august 2024 5 | Lyngby Boldklub | 1-2 | FC Midtjylland           | Kongens Lyngby                                              |
| 19:00             | - 73' Sandgrav  |     | - 64' Djú - 90+6' Simsir | Stadion: Lyngby Stadion Tilskuere: 4.149 Dommer: Aydin Uslu |

| 26. august 2024 6 | Viborg FF   | 1-0 | Lyngby Boldklub | Viborg                                                        |
| 19:00             | - 57' Bürgy |     |                 | Stadion: Viborg Stadion Tilskuere: 5.816 Dommer: Jakob Kehlet |

| 30. august 2024 7 | Lyngby Boldklub | 1-0 | Vejle Boldklub | Kongens Lyngby                                                 |
| 19:00             | - 21' Amon      |     |                | Stadion: Lyngby Stadion Tilskuere: 4.623 Dommer: Mikkel Redder |

| 13. september 2024 8 | AaB Fodbold                       | 2 - 1   | Lyngby Boldklub | Aalborg                                                                 |
| 19:00                | - Jørgensen 45+4' - Bomholt 90+4' | Rapport | - 71' Klassen   | Stadion: Aalborg Portland Park Tilskuere: 7.811 Dommer: Lasse Graagaard |

| 22. september 2024 9 | Lyngby Boldklub | 0 - 0   | AGF Fodbold | Kongens Lyngby          |
| 16:00                |                 | Rapport |             | Stadion: Lyngby Stadion |

| 29. september 10 | Lyngby Boldklub             | 2 - 2   | Silkeborg IF              | Kongens Lyngby                                                |
| 16:00            | - Winther 59' - Opoku 90+4' | Rapport | - 28' Bakiz - 84' Carlsen | Stadion: Lyngby Stadion Tilskuere: 4.347 Dommer: Sandi Putros |

| 6. oktober 2024 11 | Randers FC  | 1 - 1   | Lyngby Boldklub | Randers                       |
| 14:00              | - Olsen 40' | Rapport | - 65' Magnusson | Stadion: Cepheus Park Randers |

| 20. oktober 2024 12 | Lyngby Boldklub | 0 - 0   | Viborg FF | Kongens Lyngby                                                |
| 14:00               |                 | Rapport |           | Stadion: Lyngby Stadion Tilskuere: 4.425 Dommer: Jakob Kehlet |

| 27. oktober 2024 13 | Vejle Boldklub               | 2 - 0   | Lyngby Boldklub | Vejle                                                           |
|                     | - Lauritsen 51' - Juwara 62' | Rapport |                 | Stadion: Vejle Stadion Tilskuere: 5.906 Dommer: Lasse Graagaard |

| 3. november 2024 14 | AGF Fodbold                          | 2 - 1   | Lyngby Boldklub | Aarhus                                                      |
| 16:00               | - Gregor 34' (sm.) - Mortensen 90+5' | Rapport | - 88' Gytkjær   | Stadion: Ceres Park Tilskuere: 10.838 Dommer: Jacob Karlsen |

| 10. november 2024 15 | Lyngby Boldklub                     | 2 - 2   | AaB Fodbold                | Kongens Lyngby                                                 |
| 14:00                | - Magnusson 8' - Gytkjær 89' (str.) | Rapport | - 52' Iredale - 55' Widell | Stadion: Lyngby Stadion Tilskuere: 4.848 Dommer: Mikkel Redder |

| 24. november 2024 16 | F.C. København              | 2 - 1   | Lyngby Boldklub | Østerbro, København                                    |
|                      | - Robert 19' - Froholdt 81' | Rapport | - 88' Opoku     | Stadion: Parken Tilskuere: 22.783 Dommer: Jonas Hansen |

| 1. december 2024 17 | Lyngby Boldklub | 0 - 2   | Sønderjyske Fodbold             | Kongens Lyngby                                                                 |
| 14:00               |                 | Rapport | - 68' Björklund - 90+5' Djantou | Stadion: Lyngby Stadion Tilskuere: 3.378 Dommer: Mads-Kristoffer Kristoffersen |

| 16. februar 2025 18 | FC Midtjylland     | 1 - 0   | Lyngby Boldklub | Herning                                                                |
| 18:00               | - Buksa 33' (str.) | Rapport |                 | Stadion: MCH Arena Tilskuere: 7.224 Dommer: Jørgen Daugbjerg Burchardt |

| 23. februar 2025 19 | Lyngby Boldklub | 0 - 0   | Randers FC | Kongens Lyngby                                                   |
| 19:00               |                 | Rapport |            | Stadion: Lyngby Stadion Tilskuere: 4.824 Dommer: Lasse Graagaard |

| 2. marts 2025 20 | Brøndby IF           | 1 - 1   | Lyngby Boldklub | Brøndbyvester                                                                    |
| 19:00            | - Vanlerberghe 90+3' | Rapport | - 57' Gytkjær   | Stadion: Brøndby Stadion Tilskuere: 21.394 Dommer: Mads-Kristoffer Kristoffersen |

| 9. marts 2025 21 | Silkeborg IF | 0 - 1   | Lyngby Boldklub | Silkeborg                                                |
| 14:00            |              | Rapport | 31' Thelander   | Stadion: Jysk Park Tilskuere: 5.310 Dommer: Jonas Hansen |

| 16. marts 2025 22 | Lyngby Boldklub      | 1 - 0 | FC Nordsjælland | Kongens Lyngby                                                     |
| 17:00             | Frederik Gytkjær 63' |       |                 | Stadion: Lyngby Stadion Tilskuere: 6.171 Dommer: Jens Grabski Maae |

#### Nedrykningsspillet
Sejr       Uafgjort       Nederlag
| 30. marts 2025 23 | Lyngby Boldklub | 1 - 2   | Vejle Boldklub                  | Kongens Lyngby                                              |
| 14:00             | - Lissens 3'    | Rapport | - 15' Gammelgaard - 24' Onugkha | Stadion: Lyngby Stadion Tilskuere: 4.106 Dommer: Aydin Uslu |

| 6. april 2025 24 | Silkeborg IF                    | 2 - 1   | Lyngby Boldklub | Silkeborg                                                            |
| 14:00            | - Bakiz 8' - Adamsen 15' (str.) | Rapport | - Opoku 30'     | Stadion: Jysk Park Tilskuere: 3.744 Dommer: Simon Duerlund Rasmussen |

| 11. april 2025 25 | AaB                                  | 2 - 2   | Lyngby Boldklub            | Aalborg                                                               |
| 19:00             | - Bomholt 12' - Jørgensen 24' (str.) | Rapport | - 23' Magnusson - 80' Amon | Stadion: Aalborg Portland Park Tilskuere: 6.805 Dommer: Jacob Karlsen |

| 17. april 2025 26 | Lyngby Boldklub | 0 - 2   | Sønderjyske                     | Kongens Lyngby                                                |
| 14:00             |                 | Rapport | - Agger 15' - Qamili 84' (str.) | Stadion: Lyngby Stadion Tilskuere: 4.385 Dommer: Jakob Kehlet |

| 21. april 2025 27 | Viborg FF    | 1 - 1   | Lyngby Boldklub      | Viborg                                                                              |
| 14:00             | Serginho 17' | Rapport | 75' Frederik Gytkjær | Stadion: Energi Viborg Arena Tilskuere: 5.536 Dommer: Mads-Kristoffer Kristoffersen |

| 27. april 2025 28 | Lyngby Boldklub                 | 2 - 0   | Silkeborg IF | Kongens Lyngby                                                   |
| 14:00             | - Cornelius 19' - Magnusson 67' | Rapport |              | Stadion: Lyngby Stadion Tilskuere: 5.243 Dommer: Lasse Graagaard |

| 4. maj 2025 29 | Lyngby Boldklub | 0 - 0   | Viborg FF | Kongens Lyngby                                                              |
| 14:00          |                 | Rapport |           | Stadion: Lyngby Stadion Tilskuere: 5.529 Dommer: Jørgen Daugbjerg Burchardt |

| 12. maj 2025 30 | Vejle Boldklub                              | 2 - 0   | Lyngby Boldklub | Vejle                                                         |
| 19:00           | - Anders K. Jacobsen 7' - Musa Juwara 90+5' | Rapport |                 | Stadion: Vejle Stadion Tilskuere: 9.221 Dommer: Jacob Karlsen |

| 18. maj 2025 31 | Sønderjyske                                                     | 5 - 1   | Lyngby Boldklub | Haderslev                                  |
| 16:00           | - Agger 7' - Lyng 24' - Hyseni 42' - Djantou 66' - Rrahmani 84' | Rapport | - 79' Jensen    | Stadion: Sydbank Park Dommer: Morten Krogh |

| 24. maj 2025 32 | Lyngby Boldklub                | 3 - 1   | AaB                | Kongens Lyngby                                                |
| 15:00           | - Opoku 27' - Gytkjær 62', 76' | Rapport | - 72' John - Pudel | Stadion: Lyngby Stadion Tilskuere: 4.877 Dommer: Jonas Hansen |

#### DBU Pokalen
Sejr       Uafgjort       Nederlag
| 3. september 2024 2. runde | BK Frem                                                    | 4-1 | Lyngby Boldklub | Sydhavnen                                                                |
| 19:00                      | - 30' Aliji - 50' Aliji - 65' Drammeh - 67' Salieu Drammeh |     | - 24' Amon      | Stadion: Valby Stadion Tilskuere: 3.021 Dommer: Simon Duerlund Rasmussen |

#### Træningskampe
Sejr       Uafgjort       Nederlag
| 28. juni 2024 | Lyngby Boldklub | 0 - 2                                   | Malmö FF                    | Kongens Lyngby          |
| 15:00         |                 | [ 100 ] [ 101 ] [ 102 ] [ 103 ] [ 104 ] | 55' Christiansen 83' Nanasi | Stadion: Lyngby Stadion |

| 6. juli 2024 | Lyngby Boldklub | 0 - 4 120 min. | Hvidovre IF                                | Kongens Lyngby          |
| 13:00        |                 | Rapport        | - 30' ‘Greko’ - 45', 73' Smed - 105' Olsen | Stadion: Lyngby Stadion |

| 10. juli 2024 | Lyngby Boldklub | 0 - 3   | Hillerød Fodbold  | Kongens Lyngby          |
| 13:00         |                 | Rapport | - 41' - 59' - 85' | Stadion: Lyngby Stadion |

| 13. juli 2024 | Lyngby Boldklub                                    | 4 - 0           | Landskrona BoIS | Kongens Lyngby                       |
| 11:00         | - 1' (sm.) - Gytkjær 59' - Storm 70' - Winther 81' | [ 105 ] [ 106 ] |                 | Stadion: Lyngby Stadion Tilskuere: 0 |

Kilde:
| 18. januar 2025 | FC København | 3 - 0 | Lyngby Boldklub | Frederiksberg      |
| 12:00           |              |       |                 | Stadion: Nummer 10 |

| 25. januar 2025 | Mjällby AIF | 0 - 1   | Lyngby Boldklub | Hällevik, Sverige     |
| 13:00           |             | Rapport | 83' Abubakari   | Stadion: Strandvallen |

| 4. februar 2025 | FK Kauno Zalgiris              | 3 - 0 | Lyngby Boldklub | Cypern |
| 14:30           | - Gytkjær 18' - Corlu 51', 78' |       |                 |        |

| 8. februar 2025 | FC Ararat-Armenia | 3 - 4 | Lyngby Boldklub | Cypern |
| 15:00           |                   |       |                 |        |

| 10. februar 2025 | FK Banga | 2 - 3 | Lyngby Boldklub | Cypern |
| 11:30            |          |       |                 |        |

| 20. marts 2025 | FC København | 1 - 3   | Lyngby Boldklub | Frederiksberg    |
|                |              | Rapport |                 | Stadion: 10'eren |

#### Future Cup
Sejr       Uafgjort       Nederlag
| 19. august 2024 | FC Nordsjælland                  | 2-1 | Lyngby Boldklub | Farum                                              |
| 12:30           | - Lähteenmäki 14' - Nene 1', 50' |     | - 53' Vendelbo  | Stadion: Right to Dream Park Dommer: Mostafa Seyfi |

| 9. oktober 2024 | Lyngby Boldklub                                                     | 4-1 | Hvidovre IF         | Kongens Lyngby          |
| 13:00           | - Hebo 1', 29' - Langhoffi 55' - Winther 62' - Abubakari 78' (str.) |     | - 34', 52' Johansen | Stadion: Lyngby Stadion |

#### Ungdomspokalen U15 Drenge
Sejr       Uafgjort       Nederlag
| 25. maj 2025 Finale | Brøndby IF U15 | 3 - 1   | Lyngby Boldklub U15 | Birkerød                                        |
| 16:00               |                | Rapport |                     | Stadion: Birkerød Stadion Dommer: Tim Mikkelsen |

#### Ungdomspokalen U14 Drenge
Sejr       Uafgjort       Nederlag
| 25. maj 2025 Finale | Lyngby Boldklub U14 | 8 - 1   | AB U14 | Birkerød                                         |
| 14:00               |                     | Rapport |        | Stadion: Birkerød Stadion Dommer: Chris Sørensen |